# Hydropsyche iokaste
Hydropsyche iokaste là một loài Trichoptera trong họ Hydropsychidae. Chúng phân bố ở miền Cổ bắc.